# Baturno
Baturno is een bestuurslaag in het regentschap Rembang van de provincie Midden-Java, Indonesië. Baturno telt 1181 inwoners (volkstelling 2010).